# Carlos Costa (economista)
Carlos da Silva Costa  (Oliveira de Azeméis, 3 de noviembre de 1949) es un economista portugués y antiguo gobernador del Banco de Portugal, de 2010 a 2020.

## Carrera
Carlos Costa comenzó su carrera en 1973 como profesor de economía en la Universidad de Porto y se graduó allí. Continuó sus estudios en la Sorbona y, a continuación, en 1981 ficha por el departamento de estudios del antiguo Banco Português do Atlântico, ahora Banco Comercial Portugués (BCP). Como miembro del comité de política económica de la UE de 1986 a 1992, participó en la integración europea antes de convertirse en jefe del personal del comisario europeo portugués de 1993 a 1999.
En 2006 fue nombrado vicepresidente del Banco Europeo de Inversiones y responsable de las operaciones de financiación de los bancos en España, Portugal, Bélgica y Luxemburgo, así como en Asia y América del Sur. Antes de eso, tuvo cargos en el consejo de administración en Caixa Geral de Aposentações, un banco para fondos de pensiones, así como las holdings del Banco Nacional Ultramarino y Itaú Unibanco.
El 22 de abril de 2010 Costa fue nominado por un plazo de cinco años por el gobierno portugués, con la recomendación por el ministro de Hacienda, Teixeira dos Santos. Sucedió a Vítor Constâncio, que fue designado vicepresidente del Banco Central Europeo de 1 de junio de 2010. Fue reelegido por cinco años más en 2015.